# 4894 Ask
4894 Ask è un asteroide della fascia principale. Scoperto nel 1986, presenta un'orbita caratterizzata da un semiasse maggiore pari a 2,1740036 UA e da un'eccentricità di 0,1945752, inclinata di 2,63788° rispetto all'eclittica.